# Benim nos Jogos Olímpicos de Verão de 2000
O Benim participou dos Jogos Olímpicos de Verão de 2000 em Sydney, Austrália. Não conquistou medalhas.